# 攴部
攴部（ぼくぶ）は、漢字を部首により分類したグループの一つ。
康熙字典214部首では66番目に置かれる（4画の6番目）。

## 概要

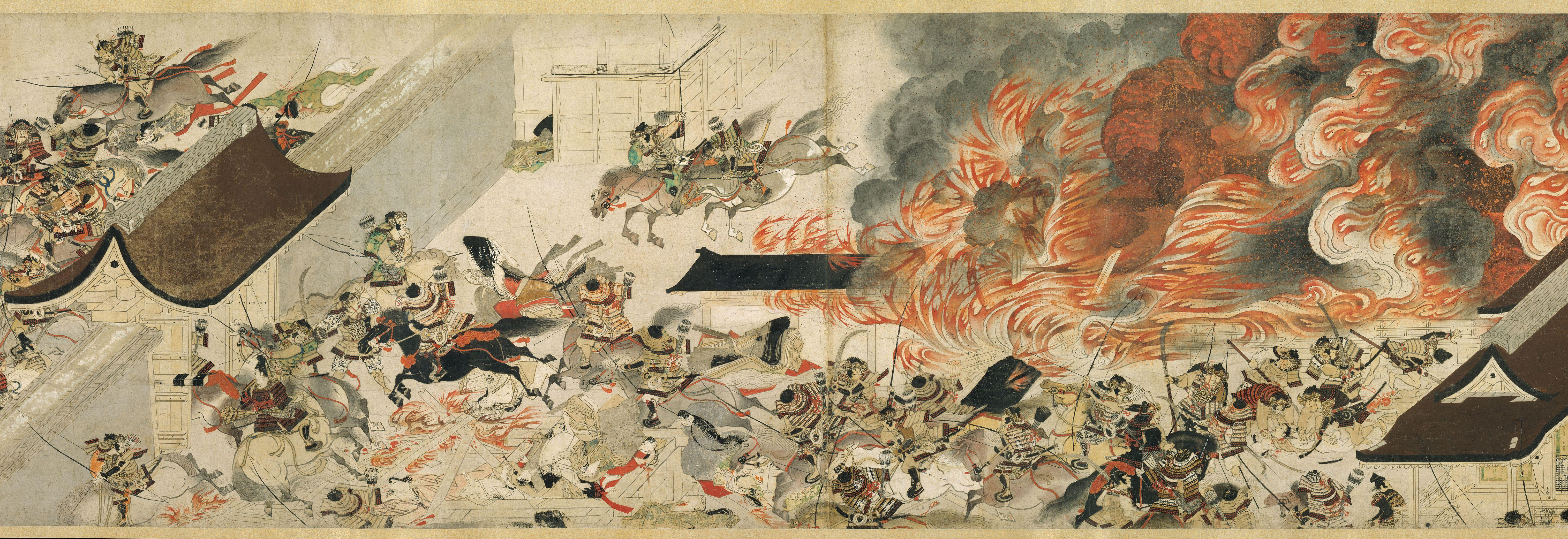

攴部には「攴」や「攵」を筆画の一部として持つ漢字を分類している。
単独の「攴」という文字は棒状のものを持った手を象る象形文字である。「攴」は意符として、攻撃、叩き、動作に関することを示す。
楷書では通常、「攴」ではなく「攵」という形で書かれる。なお日本の新字体では「攵」を「力」や「又」に改めた字がある。ただし「敲」などごく一部の漢字は「攴」のまま使われている。
「攵」（ごく一部の漢字では「攴」）は通常旁の位置に置かれる。日本語では「ぼくにょう」（または転訛して「ぼんにょう」とも）という呼称もあるが、実際に「攴」「攵」が繞の位置に来る文字は少なくとも2024年現在Unicodeに収録されている漢字では皆無である。よって「ぼくづくり」の方が実態に合っている。

## 部首の通称
- 日本：ぼくづくり，ぼくにょう，ぼんにょう（ぼくにょうの転訛）、のぶん（ノと文），しぶん（「支」と「文」の中間から），とまた（「トと又」から）
- 中国：反文旁（特に「攵」）、缺支（特に「攴」）
- 韓国：칠복부（chil bok bu、うつ攴部）
- 英米：Radical rap

## 部首字
攴
- 広韻 - 普木切、屋韻
- 詩韻 - 屋韻、入声
- 三十六字母 - 滂母
- 日本語 - 音：ホク（漢音）・ボク（慣用音） 訓：うつ
- 中国語 - ピンイン：pū 注音：ㄆㄨ ウェード式：p'u 1
- 朝鮮語 - 訓音：칠（chil、打つ） 복(bok)

小篆

## 例字
- 攴
- 收（収）・攻・改・放・政・故・效（効）・敎（教）・救・敢・敕（勅）・敏（敏）・敦・散・敬・敵・敷（敷）・數（数）・整・斂・厳（嚴→口部）
- 敍（叙）・敲